# Sibiti
Sibiti is een stad in Congo-Brazzaville en is de hoofdplaats van de regio Lékoumou.
Sibiti telt naar schatting 20.000 inwoners.